# Auto Motor und Sport
Auto Motor und Sport var ett tyskt privat formel 1-stall som tävlade säsongen 1970. Föraren Rolf Stommelen körde en Brabham-Ford och han kom som bäst trea i Österrikes Grand Prix.

## F1-säsonger
| Säsong | Tävlingsnamn         | Bil          | Motor                    | Däck | Poäng | VM-plac. | Förare         |
| ------ | -------------------- | ------------ | ------------------------ | ---- | ----- | -------- | -------------- |
| 1970   | Auto Motor und Sport | Brabham BT33 | Ford Cosworth DFV 3.0 V8 | G    | 10    | (4:a)    | Rolf Stommelen |